# 維倫·內塔辛赫
維倫·內塔辛赫（Viren Nettasinghe，2000年7月2日—），斯里蘭卡男子羽毛球運動員，曾代表斯里蘭卡參加2022年亞洲運動會、2024年夏季奧林匹克運動會羽球男單賽事。

## 選手生涯
2022年，維倫·內塔辛赫在烏干達國際賽闖入男單四強，並在斯里蘭卡全國羽毛球錦標賽獲亞。
2023上半年，他在烏干達國際挑戰賽再次晉級四強，並在斯里蘭卡國家學校體育頒獎典禮獲頒「最傑出羽毛球運動員」，9月，於印尼國際挑戰賽決賽以0比2（15-21、10-21）不敵印尼的阿爾維·法漢，獲得亞軍。同年，他做為斯里蘭卡唯一羽球代表參加杭州亞運會羽毛球男子單打比賽並晉級16強。
2024年，維倫·內塔辛赫獲得2024年夏季奧運會羽球男子單打比賽參賽資格，同時以20歲之齡成為該屆奧運及斯里蘭卡有史以來最年輕的奧運羽球選手，他也被選為斯里蘭卡代表團掌旗官及男隊隊長。他在男單小組賽中接連不敵馬來西亞的李梓嘉及西班牙的巴勃羅·阿維安，無緣晉級淘汰賽。

## 主要比賽成績
只列出曾進入準決賽的國際賽事成績：
| 年份   | 賽事                     | 公開賽級別 | 項目     | 拍檔                  | 成績   |
| ------ | ------------------------ | ---------- | -------- | --------------------- | ------ |
| 2022年 | 烏干達羽毛球國際賽       | 國際挑戰賽 | 男子單打 | －                    | 準決賽 |
| 2023年 | 烏干達羽毛球國際挑戰賽   | 國際挑戰賽 | 男子單打 | －                    | 準決賽 |
| 2023年 | 馬爾代夫羽毛球國際挑戰賽 | 國際挑戰賽 | 男子雙打 | 布万尼卡·古尼特希尔卡 | 準決賽 |
| 2023年 | 印尼羽毛球國際挑戰賽     | 國際挑戰賽 | 男子單打 | －                    | 亞軍   |
| 2024年 | 瑞典羽毛球公開賽         | 國際系列賽 | 男子單打 | －                    | 準決賽 |
| 2024年 | 伊朗羽毛球國際挑戰賽     | 國際挑戰賽 | 男子單打 | －                    | 準決賽 |
| 2024年 | 孟加拉羽毛球國際挑戰賽   | 國際挑戰賽 | 男子單打 | －                    | 冠軍   |
| 2025年 | 斯里蘭卡羽毛球國際挑戰賽 | 國際挑戰賽 | 男子單打 | －                    | 準決賽 |

| 2018-2026年 | 總決賽 | 超級1000賽 | 超級750賽 | 超級500賽 | 超級300賽 | 超級100賽 | 國際挑戰賽 | 國際系列賽 | 未來系列賽 | 其他 |

### 奧運會和世錦賽參賽紀錄
|          | 2024       |
| -------- | ---------- |
| 男子單打 | 小組第三名 |

## 外部連結
- 維倫·內塔辛赫在BWFBadminton.com（英语）
- 維倫·內塔辛赫在BWF.TournamentSoftware.com（英语）
- 維倫·內塔辛赫在Olympics.com（英语）
- 維倫·內塔辛赫在Flashscore（英语）

| 奥林匹克运动会                            | 奥林匹克运动会                 | 奥林匹克运动会 |
| ----------------------------------------- | ------------------------------ | -------------- |
| 前任： Chamara Dharmawardana Milka Gehani | 斯里蘭卡開幕式掌旗官 2024 巴黎 | 繼任： 現任    |
| 前任： Yupun Abeykoon                     | 斯里蘭卡閉幕式掌旗官 2024 巴黎 | 繼任： 現任    |